# Dimitris Salpingidis
Dimitrios "Dimitris" Salpingidis (Griego: Δημήτρης Σαλπιγγίδης nació en el 18 de agosto de 1981) es un exfutbolista griego. Jugaba de delantero y su último equipo fue el PAOK Salónica de la Superliga de Grecia.

## Trayectoria
Salpingidis se fue al PAOK Salónica cuando todavía era un chico. El PAOK lo envió a préstamo al Kavala FC. Al final de su tercer año en el Kavala, Salpingidis era el máximo goleador de la Segunda División. Después volvió al PAOK para retornar al Toumba Stadium. 
Salpingidis mostró un vasto talento futbolístico cuando regresó al PAOK Salónica, jugando como medicampo derecho. Gradualmente se ganó su puesto en el plantel titular, solo unos meses después de volver del préstamo.
Después de un año y tras la pérdida de jugadores como Ioannis Okkas y el prolífero delantero ex-Newcastle United, Giorgos Georgiadis, Salpingidis a la edad de 21 años, se convirtió en el capitán del equipo y comenzó a jugar de centro-delantero. Rápidamente demostró un olfato goleador y se transformó en un delantero. Su importancia en el PAOK era tan grande que se le dio permiso para perderse un partido con el equipo Olímpico de Grecia, para que pudiera participar en la clasificación de la Champions League en junio de 2004.
En el 20 de agosto de 2006, durante su debut con el PAOK en la Superliga, "Salpi" convirtió tres goles, ayudando a su equipo a obtener la victoria de 1-4.

## Transacciones
En el verano del año 2006, Dimitris fue un objetivo potencial para la transferencia para los clubes griegos como el Olympiacos, el AEK Atenas y el Panathinaikos. Finalmente en el 16 de agosto, el delantero aceptó continuar su carrera en el Panathinaikos. A lo sumo de su transferencia del PAOK Salónica al AEK Atenas, PAOK recibió 1.8 millones de euros y 3 jugadores, (Sandor Torghelle, Kostas Chalarambidis y Thanasis Tsigas) en un préstamo de dos años al Panathinaikos. Su traspaso al Panathinaikos es el más caro que jamás ha hecho un jugador griego en la historia de la liga griega de fútbol, con un costo total de 5 millones de euros.

## Selección nacional
Participó en los Juegos Olímpicos de Atenas de 2004, donde jugó los tres encuentros que la selección olímpica de su país disputó en el torneo.
Ha sido internacional con la Selección en 82 ocasiones, marcando 13 goles. Su debut como internacional se produjo el 18 de agosto de 2005 en un partido contra Bélgica.
Fue convocado para participar en la Eurocopa 2004. Jugó como titular en el partido que Grecia empató 1 a 1 con España. 
Fue autor del gol que le dio la clasificación al Mundial de Sudáfrica 2010.
En el partido inaugural de la Eurocopa 2012, Salpingidis ingresó al minuto de iniciado el segundo tiempo por Ninis, en medio de una selección griega devastada por la selección anfitriona, "Salpi" ingresó con todas las ganas (lo que se dice "dulce") y se puso el equipo al hombro, realizando unas jugadas increíbles, que dejaban mal parados a los gigantes jugadores polacos, tan solo 5 minuto bastaron para que el genial Salpingidis pusiera el gol del empate y enmudeciera el Estadio Nacional de Varsovia. Grecia estaba jugando con 10 jugadores debido a la expulsión de Papastathopoulos, pero gracias a Salpingidis parecía que Grecia jugara 12 contra 11. De hecho Salpingidis a punto estuvo de marcar el 2 a 1 pero fue derribado por el portero local, que fue expulsado. Dieron penal y lo ejecutó el capitán de la selección griega Giorgos Karagounis, quien falló al atajárselo el arquero suplente.
El 19 de mayo de 2014, el entrenador de la selección griega, Fernando Santos, lo incluyó en la lista final de jugadores que representarían a Grecia en la Copa del Mundo 2014.

### Participaciones en Copas del Mundo
| Mundial                        | Sede      | Resultado        | Partidos | Goles |
| ------------------------------ | --------- | ---------------- | -------- | ----- |
| Copa Mundial de Fútbol de 2010 | Sudáfrica | Primera fase     | 2        | 1     |
| Copa Mundial de Fútbol de 2014 | Brasil    | Octavos de final | 4        | 0     |

## Clubes
| Club               | País   | Año         |
| ------------------ | ------ | ----------- |
| PAOK Salónica      | Grecia | 1999 - 2006 |
| AE Larisa (cedido) | Grecia | 2000        |
| Kavala (cedido)    | Grecia | 2001 - 2002 |
| Panathinaikos      | Grecia | 2006 - 2010 |
| PAOK Salónica      | Grecia | 2010 - 2015 |

## Palmarés

### Campeonatos nacionales
| Título              | Club          | País   | Año  |
| ------------------- | ------------- | ------ | ---- |
| Copa de Grecia      | PAOK Salónica | Grecia | 2003 |
| Superliga de Grecia | Panathinaikos | Grecia | 2010 |
| Copa de Grecia      | Panathinaikos | Grecia | 2010 |

### Distinciones individuales
| Distinción                                           | Año  |
| ---------------------------------------------------- | ---- |
| Máximo goleador de la Superliga de Grecia (17 goles) | 2006 |
| Futbolista del año en Grecia                         | 2008 |
| Futbolista del año en Grecia                         | 2009 |